# Terapia tańcem
Terapia tańcem, terapia tańcem i ruchem, choreoterapia (z ang. dance movement therapy – DMT), jest techniką należącą do szerokiego nurtu arteterapii (terapii poprzez sztukę). Zgodnie z definicją Amerykańskiego Stowarzyszenia Terapii Tańcem (ADTA), terapia tańcem opiera się na wykorzystaniu ruchu jako procesu, który zwiększa fizyczną, psychiczną i duchową integrację człowieka. Podstawowe elementy tańca – ruch i rytm stają się drogą do uzyskania harmonii ciała i umysłu, ułatwiają poznanie siebie i swoich emocji, a także porozumiewanie się z innymi ludźmi. Terapia tańcem i ruchem zwana również psychoterapią tańcem i ruchem (z ang. dance movement psychotherapy – DMP) definiowana jest jako psychoterapeutyczne wykorzystanie ekspresyjnego ruchu oraz tańca, poprzez który człowiek może zaangażować się w proces prowadzący do osobistej integracji: fizycznej, emocjonalnej, poznawczej i społecznej.

## Więcej o metodzie
Terapia tańcem i ruchem (DMT) należy do nurtu psychoterapii zorientowanych na działanie (podobnie jak terapia Gestalt), jest także formą artepsychoterapii. Oparta jest na idei, że ciało i umysł są nierozłączne – ruch ciała odzwierciedla wewnętrzny stan emocjonalny człowieka, zaś zmiany w ruchu mogą prowadzić do zmian w psychice, tym samym wspomagając jego rozwój. W odróżnieniu od będącej metodą komplementarną choreoterapii, psychoterapia tańcem i ruchem może być stosowana jako samodzielna metoda leczenia. Choreoterapia najlepsze efekty w pracy terapeutycznej (stosowanej w psychiatrii) przynosi jako metoda uzupełniająca proces leczenia farmakologicznego oraz psychoterapii werbalnej, to też bazuje na pracy teamu terapeutycznego.
Od narodzin tej formy terapii na początku lat 40., DMT zyskała na świecie dużą popularność, początkowo jako forma psychoterapii dostępna osobom, które mają trudności z werbalnym porozumiewaniem się, z czasem jako metoda praktykowana w leczeniu wielu chorób i zaburzeń, stosowana zarówno w formie indywidualnej, jak i grupowej. Obecnie psychoterapię tańcem i ruchem praktykuje się w wielu szpitalach psychiatrycznych, onkologicznych, domach opieki społecznej, domach dziecka, ośrodkach leczenia uzależnień, a także w ramach programów promocji zdrowia psychicznego.

## Historia
Terapia tańcem i ruchem DMT wywodzi się z połączenia idei tańca współczesnego z teorią psychoterapii i wciąż ewoluuje. Początkowo bardziej zbliżona do tańca, praktykowana przez tancerzy, z czasem uległa metamorfozie tak, że została uznana za nurt psychoterapii. Obecnie w DMT szkolą się raczej absolwenci psychologii niż tańca, w pracy z pacjentami często nie stosuje się muzyki, taniec zaś bywa pojmowany bardzo szeroko – jako ruch. Nie każdy umie tańczyć, natomiast każdy się porusza – oddycha, wyraża się za pomocą gestów, wykorzystuje też ruch funkcjonalny do osiągania różnych celów. W wielu grupach DMT stosowany przez terapeutę ruch nie przypomina tańca – w potocznym jego rozumieniu. Nazwę „terapia tańcem i ruchem” jednak pozostawiono zarówno ze względów historycznych, jak i po to, by odróżnić DMT od pracy z ciałem, w której nie korzysta się z ruchu jako sztuki, jako środka artystycznego wyrazu.
Za główną pionierkę DMT uważa się Marian Chace, amerykańską tancerkę, która jako pierwsza, w 1942 r. wprowadziła terapię tańcem do świata zachodniej medycyny. Prowadząc własną szkołę tańca w Waszyngtonie zdała sobie sprawę z wpływu, jaki wywierają na studentów zajęcia z improwizacji ruchowej. Wkrótce zaproponowano jej pracę w szpitalu Św. Elżbiety – dużym szpitalu psychiatrycznym w Waszyngtonie, gdzie prowadziła skuteczną formę terapii z pacjentami, z którymi nie sposób było prowadzić psychoterapii werbalnej. W 1966 r. Chace stanęła na czele Amerykańskiego Stowarzyszenia Terapii Tańcem ADTA – założonej przez siebie i innych pionierów DMT organizacji.
W latach 70. i 80. miała miejsce tzw. druga fala rozwoju DMT. W tym czasie wielu terapeutów tańcem, chcąc pogłębić swoje rozumienie procesu terapii kończyło szkolenia z zakresu psychoterapii werbalnej. Pionierzy ci dokonywali integracji wiedzy o ruchu i interwencjach pozawerbalnych z teorią i praktyką psychoterapii werbalnej. W ten sposób powstały różne nurty: DMT w ujęciu psychodynamicznym, jungowskim, psychoanalitycznym, gelsztatowskim. W wyniku tej integracji DMT zaliczono do metod psychoterapii.

## Psychoterapia tańcem i ruchem (DMT) achoreoterapia(TT) , (PT) i taniec terapeutyczny
Psychoterapię tańcem i ruchem należy w pewnym sensie odróżnić od choreoterapii, chociaż w Polsce stosuje się te określenia zamiennie, to choreoterapia rozpatrywana jest na trzech poziomach tj. terapii tańcem, psychoterapii tańcem oraz tańca terapeutycznego. Każda z tych subspecjalności bazuje na ruchu i artystycznym wymiarze tańca. Istnieją między nimi jednak zasadnicze różnice.
Według Aleszko “choreoterapia to metoda lecznicza oparta o taniec wzbogacony o ćwiczenia muzyczno–ruchowe i improwizacje ruchowe do wybranej muzyki.” Taniec terapeutyczny może być stosowany jako metoda komplementarna, której celem najczęściej jest poprawa nastroju pacjentów, zwiększenie świadomości ciała, odniesienie korzyści społecznych. Od instruktora tańca terapeutycznego nie oczekuje się wyleczenia pacjenta z nerwicy (nerwica) czy depresji (depresja). Za główny czynnik leczący w tej formie choreoterapii uważany jest taniec, w terapii tańcem i psychoterapii tańcem jest nim relacja terapeutyczna. Metody te różnią się znacznie długością i zakresem szkolenia terapeutów. Od psychoterapeuty tańcem wymaga się ukończenia kompleksowego 4-letniego podyplomowego szkolenia obejmującego terapię własną, staż, praktykę kliniczną i superwizję. Podobnie od terapeuty tańcem, od którego poza 3-letnim szkoleniem, wymagana jest terapia własna (w tym trening interpersonalny, psychoterapia oraz własna terapia tańcem), staż asystencki u certyfikowanego terapeuty tańcem/psychoterapeuty tańcem, praktyka zawodowa i superwizje. Psychoterapia tańcem i terapia tańcem bazują na improwizacji ruchowej i procesie grupowym, w tańcu o charakterze terapeutycznym częściej jest spotykana nauka tańca, a instruktor modeluje prawidłowy sposób wykonania kroków i ćwiczeń.

## Zasady przyjęte w terapii tańcem i ruchem (DMT)
- Ciało i umysł są w nieustannej interakcji – zmiana ruchu wywiera wpływ na całościowe funkcjonowanie człowieka
- Ruch odzwierciedla osobowość
- Relację terapeutyczną można przynajmniej do pewnego stopnia ustanowić niewerbalnie, poprzez dostrojenie do cech ruchu pacjenta
- Ruch jest językiem symbolicznym i może odzwierciedlać procesy zachodzące w nieświadomości
- Improwizacja ruchowa pozwala pacjentowi eksperymentować z nowymi sposobami bycia/zachowania
- Zastosowanie ruchu w terapii umożliwia pracę nad traumą doświadczoną w okresie prewerbalnym
- Poprzez zaangażowanie ciała, emocji, umysłu i sfery duchowej w procesie terapii DMT możliwa staje się integracja tych poziomów[11].

## Dla kogo terapia tańcem i ruchem?
Terapię tańcem i ruchem stosuje się najczęściej w pracy z osobami cierpiącymi na:
- nerwice, zaburzenia lękowe i depresyjne, zespół stresu pourazowego
- zaburzenia odżywiania
- zaburzenia osobowości
- choroby psychiczne (schizofrenia, depresja, choroba dwubiegunowa)
- uzależnienia
- ADHD
- zaburzenia kontroli impulsów, zachowania agresywne
- autyzm
- upośledzenia
- choroba Parkinsona, Alzheimera, SM
- choroby onkologiczne
- w procesie żałoby, w kryzysie, po traumatycznej stracie,
- a także profilaktycznie, w celu rozwoju osobistego i poprawy jakości życia (w tym w pracy z osobami wykluczonymi społecznie i zagrożonymi wykluczeniem społecznym).

## Badania naukowe
Terapia tańcem i ruchem została poparta licznymi badaniami naukowymi w USA i Europie. Chociaż zdecydowana większość badań nad terapią tańcem to badania jakościowe, istnieją również meta-analizy badań ilościowych, które wykazały porównywalną z innymi formami terapii skuteczność DMT w zakresie obniżania poziomu lęku i depresyjności oraz zwiększania świadomości ciała i poprawy obrazu siebie. W Polsce od kilku lat ilościowe i jakościowe badania nad skutecznością choreoterapeii w psychiatrii prowadzi A. Rojewska-Nowak z Gliwickiego Ośrodka Leczenia Depresji i Nerwic, wykorzystująca tę formę terapii w pracy z grupami osób z zaburzeniami afektywnymi oraz nerwicowymi.

## Organizacje

### Polskie Stowarzyszenie Choreoterapii – PTT w Poznaniu
Zrzesza członków spośród osób, które ukończyły szkolenie choreoterapii lub uzyskały inne kwalifikacje zgodne z kryteriami przyjętymi przez Stowarzyszenie, co gwarantuje wysoki poziom świadczonych usług przez terapeutów będących jego członkami. Stowarzyszenie ustanowiło standardy profesjonalnych umiejętności choreoterapeutów (terapeutów i psychoterapeutów tańcem), a także instruktorów tańca terapeutycznego. Członkowie stowarzyszenia, którzy spełnili wymagania mogą starać się o certyfikat zawodu choreoterapeuty – terapeuty tańcem. W 2012 Stowarzyszenie zostaje przekształcone w Stowarzyszenie zawodowe, zrzeszające jako członków zwyczajnych, osoby posiadające Certyfikaty zawodu.

### Polskie Stowarzyszenie Psychoterapii Tańcem i Ruchem (PSPTiR)
Zrzesza osoby, które ukończyły kompleksowe szkolenie w psychoterapii tańcem i ruchem. Powstało by dbać o wysokie standardy zawodu, normy etyczne, a także by propagować metodę. Stowarzyszenie akredytuje szkolenia oraz wystawia certyfikaty uprawniające do wykonywania zawodu.

### Instytut DMT
Powstał w 2004r. jako instytucja organizująca jak dotąd jedyne w Polsce kompleksowe, 4-letnie szkolenie w psychoterapii tańcem i ruchem, akredytowane przez PSPTiR oraz afiliowane przez Brytyjskie Stowarzyszenie Psychoterapii Tańcem i Ruchem ADMT UK. Szkolenie spełnia kryteria projektu ustawy o zawodzie psychoterapeuty, po jego ukończeniu można się ubiegać o certyfikat psychoterapeuty tańcem i ruchem.

### American Dance Therapy Association
Zrzesza członków spośród osób, które ukończyły akredytowane przez ADTA szkolenie DMT lub uzyskały tytuł magistra sztuki w zakresie DMT na jednym z uznanych kierunków studiów w USA. Po ukończeniu studiów/szkolenia i odbyciu wymaganego stażu klinicznego terapeuta uzyskuje certyfikat zarejestrowanego terapeuty tańcem i ruchem (R-DMT), uprawniającym do prowadzenia praktyki w specjalistycznym ośrodku objętym nadzorem terapeuty posiadającego certyfikat BC-DMT. Certyfikat BC-DMT jest wyższym stopniem kwalifikacji, uprawnia on do podjęcia prywatnej praktyki w zakresie terapii tańcem i ruchem.